# Ледени пут
Ледени пут (енгл. The Ice Road) амерички је акциони трилер филм из 2021. године у режији и по сценарију Џонатана Хенслија, док су продуценти филма Барт Розенблат и Шивани Рават. Музику је компоновао Макс Аруј. 
Радња филма прати тим возача камиона у опасној мисији изнад залеђених језера и зимских путева како би испоручили кључну компоненту за спас радника заробљених у срушеном руднику дијаманата. 
Насловну улогу тумачи Лијам Нисон као искусни возач камиона Мајк Макан, док су у осталим улогама Лоренс Фишберн, Бенџамин Вокер, Амбер Мидтхандер, Маркус Томас, Холт Макалани, Мартин Сенсмејер, Мет Макој и Мет Селинџер.
Филм је дигитално објавио Netflix у Сједињеним Америчким Државама и Канади и Amazon Prime Video у Уједињеном Краљевству 25. јуна 2021. године.

## Радња
Експлозија у руднику у канадској провинцији Манитоби зароби 26 рудара. Камионџија Мајк Макан и његов брат, механичар Гурти, ветеран из Ирачког рата који пати од ПТСП-а и афазије, раде за једну шпедитерску компанију све док Мајк не удари колегу због тога што му је брата назвао "ретардом", те обојица добију отказ. Мајк сазна да се у Винипегу траже камионџије за "ледени пут" (пут преко залеђеног језера), те се њих двојица пријаве. Камионџија Џим Голденрод пристане да предводи спасилачку мисију која треба да достави бушотинске главе до рудника. Он унајми Макана и Гуртија, заједно са младом женом Танту. Са њима пође и актуар Том Варни, одговоран за процену ризика осигурања за Катку, компанију која је власник рудника. Четири камионџије деле међусобно двеста хиљада долара, а ако неко погине, његов део редистрибуира се преживелима на једнаке делове. У међувремену рудари комуницирају са директорима Катке, а главни менаџер Катке, Сикл, одашље поруку да је њихов план да избаве људе дизањем тунела у ваздух.
Екипа се упути ка руднику са три бушотинске главе. Током пута Голденродов камион се поквари. Док он покушава да га оправи, лед испод његове приколице пукне, а његова нога се заглави. Знајући да не може да се извуче, он убеди Танту да одвоји појас којим је везан за камион, жртвујући себе да би спасао друга два камиона и бушотинске главе. Покушавајући да избегну рапидно надолазећи притисни талас и пуцање леда, преостала два камиона закривудају и преврну се, зауставивши притисни талас.
Мајк и Варни оптуже Танту за саботажу Голденродовог камиона, али Танту открије да је њен брат Коди међу заробљеним рударима. Када они наставе да је саслушавају, она потегне пиштољ, али је Гурти разоружа и веже. Након што мушкарци усправе камионе, Варни закључа Мајка и Гуртија у задњи део њиховог камиона. Открива се да је Варни тај ко је саботирао Голденродов камион, а он онесвести Танту. Он постави динамит испод Мајковог камиона и одвезе се са Танту, али Мајк и Гурти успеју да се ослободе из своје приколице и одбаце динамит тренутак пре експлозије. Варни посматра експлозију са даљине, верујући да су Мајк и Гурти мртви.
Док чекрком извлаче своју приколицу из леда, Гурти покушава да упозори Мајка да чекрк неће издржати, али Мајк ипак упали камион. Чекрк пукне, због чега Гурти и приколица упадну у воду, али Мајк избави Гуртија. Варни се сретне са Сиклом, саопштивши му да су Мајк и Гурти мртви. Сикл нареди Варнију да се реши Танту и последње преостале бушотинске главе под изговором да је Танту изгубила контролу и сурвала се у провалију. Варни се спрема да убије Танту, али га Гуртијев пацов-љубимац Скитер угризе за руку, омогућивши Танту да га избаци из камиона. Мајк и Гурти стигну и побију Сиклове плаћенике који прогоне Танту.
Након што Танту остане без горива (јер јој је Варни прекинуо довод горива), Варни је сустигне, али Мајк зарије свој камион у Варнијев, пославши га у провалију. Варни ипак преживи и уз помоћ динамита изазове лавину. Мајк и Гурти побегну, али Танту погоди снег и једна грана јој се зарије у тело. Они откаче њену приколицу и одвезу се са бушотинском главом. Варни јури за њима у Тантуином камиону и почне да се зарива у њих. Мајк се укрца у Варнијев камион и обојица испадну напоље. Након борбе Мајк покуша да се одвезе, али се Варни попне у камион. Мајк изгура Варнија напоље, убрза камион и искочи напоље, због чега он пропадне кроз лед и убије Варнија. У међувремену Танту и Гурти покушавају да пређу мост који није дизајниран за тежину камиона и једва успеју да пређу пре него што мост падне. Након што су прешли, камион почне да клизи натраг, а Гурти је смрвљен покушавајући да спасе камион од пада. Мајк стигне тренутак пре него што Гурти подлегне повредама. Мајк и Танту стигну у последњи час да спасу рударе. Сазнавши истину, генерални директор Катке Томасон нареди да се Сикл ухапси због својих дела.
Три месеца касније Танту ради у Голденродовој гаражи као механичарка, док је Мајк купио камион и ради као самостални возач који доставља спортску опрему, успут се старајући о Скитеру у Гуртијеву част.

## Улоге
| Глумац           | Улога                    |
| ---------------- | ------------------------ |
| Лијам Нисон      | Мајк Макан               |
| Лоренс Фишберн   | Џим Голденрод            |
| Бенџамин Вокер   | Том Варни                |
| Амбер Мидтхандер | Танту                    |
| Маркус Томас     | Гурти Макан              |
| Холт Макалани    | Рене Лампард             |
| Мартин Сенсмејер | Мајнер Коди              |
| Мет Макој        | генерални менаџер Сикл   |
| Мет Селинџер     | извршни директор Томасон |